# Saint-Marcel-lès-Valence

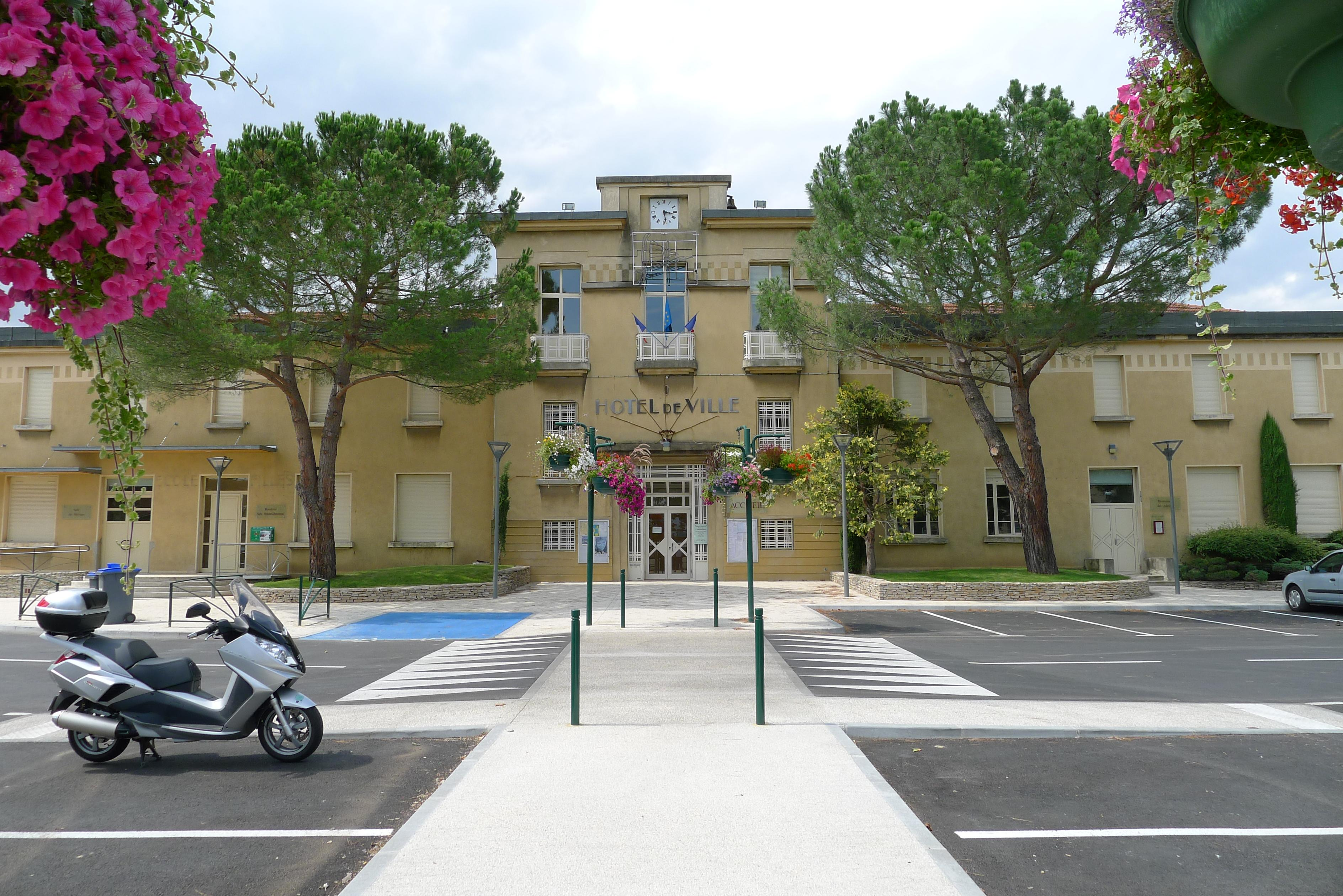
Ratusz w Saint-Benoit-en-Diois, 2011

Saint-Marcel-lès-Valence – miejscowość i gmina we Francji, w regionie Owernia-Rodan-Alpy, w departamencie Drôme.
Według danych na rok 1990 gminę zamieszkiwało 3719 osób, a gęstość zaludnienia wynosiła 247 osób/km² (wśród 2880 gmin regionu Rodan-Alpy Saint-Marcel-lès-Valence plasuje się na 239. miejscu pod względem liczby ludności, natomiast pod względem powierzchni na miejscu 768.).